# Elvira Chasianova
Elvira Ramilevna Chasianova (ryska: Эльвира Рамилевна Хасянова), född den 28 mars 1981 i Moskva i Ryska SFSR i Sovjetunionen (nu Ryssland), är en rysk konstsimmare.
Hon tog OS-guld i lagtävlingen i konstsim i samband med de olympiska konstsimstävlingarna 2004 i Aten.
Hon tog OS-guld i samma gren i samband med de olympiska konstsimstävlingarna 2008 i Peking.
Hon tog OS-guld på nytt i samma gren i samband med de olympiska konstsimstävlingarna 2012 i London.